# 정암초등학교
정암초등학교는 대한민국 광주광역시 광산구 월계동에 있는 초등학교이다.

## 학교 연혁
- 1996년 3월 1일 월계동초등학교 설립인가(7학급)
- 1997년 3월 1일 정암초등학교로 교명 변경
- 1997년 3월 1일 병설유치원 개원
- 1997년 3월 25일 특수학급 개설
- 1997년 9월 1일 미산초등학교로 880명 분리
- 2003년 3월 1일 첨단초등학교로 분리(6학급 분리)
- 2003년 9월 1일 봉산초등학교로 분리(10학급 분리)
- 2014년 9월 1일 제8대 임형한 교장 부임
- 2020년 1월 3일 제24회 졸업생 배출(130명 졸업)
- 2020년 3월 1일 (31학급, 특수 1포함)
- 2021년 1월 14일 제25회 졸업생 배출(106명 졸업)
- 2021년 3월 1일 (31학급, 특수 1포함)

## 정암의 유래
정암초등학교 주변의 자연마을은 원래 조선 후기 광주목 천곡면(泉谷面) 지역의 비아촌(飛鴉村)에 속해 있었으며, 최근 1990년대 들어 첨단지역으로 도시개발이 형성되면서 주변의 귀암촌(龜巖村)과 응암촌(鷹巖村)을 합하여 쌍암동이라 일컬어지고 있다. 주변 유적으로는 시문화재 자료 3호인 무양서원과 백제시대 유적지인 장구촌 고분 등이 있으며, 한편 최근 90년대에 설립된 우리나라 최첨단 과학 기술의 요람인 국립과학기술원과 과학기술대학원이 가까이에 자리하고 있다.

## 참고 자료
- 정암초등학교 - 한국교육학술정보원 학교알리미